# Vasiliy Danilov
Vasiliy Savelievich Danilov (Voronej, 13 de maio de 1941) é um ex-futebolista soviético que atuava como defensor.

## Carreira
Vasiliy Danilov fez parte do elenco da Seleção Soviética na Copa do Mundo de 1966. 

## Ligações Externas
- Perfil (em inglês)